# Nycterosea fluviata
Nycterosea fluviata là một loài bướm đêm trong họ Geometridae.